# Нижнебородатая
Нижнебородатая (Нижняя Бородатая) — река в России, протекает в Ненецком автономном округе. Устье реки находится в 9 км по правому берегу реки Печора. Длина реки составляет 11 км.

## Данные водного реестра
По данным государственного водного реестра России относится к Двинско-Печорскому бассейновому округу, водохозяйственный участок реки — Печора от водомерного поста Усть-Цильма и до устья, речной подбассейн реки — бассейны притоков Печоры ниже впадения Усы. Речной бассейн реки — Печора.
Код объекта в государственном водном реестре — 03050300212103000084879.